# Кудеља
Кудеља је назив за влакна добијена од конопље. Од кудеље се прави конопац, тканине, одећа, и слично. Дуго времена су конопљина влакна била синоним за добре и јаке конопце, и зато су у нашем језику речи канап, конопац и конац, настале од речи конопља. Војвођанска кудеља је у првој половини 20. века диктирала цену на берзама у Енглеској и Италији, јер је била једна од најквалитетнијих на свету.
Конопљина влакна могу представљати одговарајућу алтернативу осталим влакнима биолошког и минералног порекла, посебно у условима узнапредовале дефорестације. Потенцијална предност конопљиних влакана истражује се у текстилној индустрији, производњи папира и специјалне каше - пулпе, која представља тренутно можда најважнију компоненту индустрије конопље у ЕУ - те у производњи пластичних композитних маса у аутомобилској индустрији, грађевном изолацијском материјалу, геотекстилима и сл. 